# 朝倉阿君丸
朝倉 阿君丸（あさくら くまぎみまる）は、戦国時代の人物。越前朝倉氏の一族。朝倉義景の長男。

## 生涯
永禄5年（1562年）、義景と鞍谷嗣知の娘・小宰相（鞍谷氏）の長男として生まれる。義景にとっては初めての男子だったため、早くから世子として指名されたが、永禄11年（1568年）6月25日に死去した。享年7。『 朝倉始末記』巻4などの軍記物によると、御サシという女性が世継の乳母になることで栄華を得ようとして授乳を担当した乳母を毒殺し、その影響から阿君丸も毒が原因で死亡したのではないかという説もあるが、年齢的に授乳期は過ぎているため、直接の影響があったかどうかは不明である。また阿君丸の死は朝倉氏の同族争いがあったのではないかともされており、朝倉氏は一族が多く、義景が死去したら一族の誰が後継者となるかで席次争いなどもあったとされる。
義景はこれを機に失意に陥り、政務を放棄して鬱々とした生活を送ったとされている。